# Кривое Колено (деревня)
Кривое Колено — деревня в Маловишерском районе Новгородской области России. Входит в состав Бургинского сельского поселения. Недалеко от деревни находится станция Мстинский мост.  

## География
Деревня находится в северной части Новгородчины, в подзоне южной тайги, на правом берегу реки Мсты, к востоку от автодороги 49К-13, на расстоянии примерно 28 километров (по прямой) к юго-востоку от города Малая Вишера, административного центра района. Абсолютная высота — 79 метров над уровнем моря.

### Климат
Климат района характеризуется как умеренно континентальный, влажный, с продолжительной многоснежной зимой и относительно тёплым летом. Средняя многолетняя температура самого холодного месяца (января) составляет −9,2 °С (абсолютный минимум — −48 °C); самого тёплого месяца (июля) — 17 °C (абсолютный максимум — 35 °С). Тёплый период длится в среднем 215 дней, начиная с апреля. Устойчивые морозы устанавливаются в первых числах декабря и прекращаются в конце первой декады марта. Среднегодовое количество осадков составляет 731 мм, из которых большая часть выпадает в тёплый период.

### Часовой пояс
Деревня Кривое Колено, как и вся Новгородская область, находится в часовой зоне МСК (московское время). Смещение применяемого времени относительно UTC составляет +3:00.

## История
В XIX в. д. Кривое Колено входила в состав Карпиногорской волости Крестецкого уезда Новгородской губернии. Подробные сведения о населении деревни за 1897 г. в сравнении с 1858 г. представлены в Материалах для оценки земельных угодий Новгородской губернии. По данным 1858 г. жителями деревни были государственные крестьяне. На 14 дворов приходилось 69 жителей. К 1897 г. число дворов увеличилось до 16, а жителей – до 78. Часть крестьян (15 чел.) после отмены крепостного права относилась к разряду безземельных, проживая на момент ревизии 1897 г. в 4 дворах. Такое положение было в целом характерно для Крестецкого уезда, в котором по состоянию на 1892 г. безземельными было около 16% крестьянских дворов (2 483 из 15 573).

Данные государственных ревизий о населении д. Кривое Колено коррелируют с церковными архивами. В описании Хубецкого прихода, изданном Новгородским статистическим комитетом в 1865 г., указано, что в деревне находится 12 дворов, в которых живет душ мужского пола 29 и женского – 36. Хубецкий приход входил во второй Благочинный округ Крестецкого уезда при Покровской церкви на р. Хубце, упоминаемой в письменных источниках с конца XVI в. (писцовая книга Обонежской пятины 1583-1584 гг.) Примечательно, что с апреля 1923 г. уже при советской власти деревня вошла в отдельный новообразованный приход при церкви Успения Пресвятой Богородицы в д. Бор, наряду с Корчажихой, Бором и Мстинским Мостом. Помимо этого, в д. Кривое Колено была своя часовня, освященная во имя святых мучеников Кирика и Улиты (Иулитты).

## Население
| 2010 | 2011 |
| ---- | ---- |
| 5    | ↗8   |

### Национальный состав
Согласно результатам переписи 2002 года, в национальной структуре населения русские составляли 100 % из 5 чел.